# 明治村 (奈良県)
明治村（めいじむら）は奈良県北西部、添上郡に属していた村。現在は奈良市の南部、おおむね奈良市立明治小学校の校区にあたる。
かつて平群町も同じく明治村と名乗っていた時期があった。

## 歴史
- 1889年（明治22年）4月1日 - 町村制の施行により、添上郡 北永井村, 北之庄村, 南永井村, 神殿村, 出屋敷村が合併し明治村が成立。
- 1955年（昭和30年）3月15日 - 富雄町、伏見町、帯解町、辰市村、五ヶ谷村とともに奈良市へ編入され、消滅。